# Сербський орел

Герб Сербії з білим двоголовим орлом

Сербський орел (серб. Српски орао / Srpski orao) — білий двоголовий орел, головний символ сербської геральдики і вексилології, який відображає національну ідентичність сербів протягом століть. Він зображений на прапорі та гербі країни. Походить від середньовічної династії Неманичів. Орел і щит з сербським хрестом на грудях використовується в якості герба Сербії з 1882 року, з моменту утворення Королівства Сербія. З 1883 до 1945 років також існував королівський Орден Білого орла, на зображені якого також був білий сербський орел.

## Історія

### Середньовіччя
Двоголовий орел прийшов у Сербію із візантійської культури: у Візантії двоголовий орел означав подвійний суверенітет імператора (світська і духовна влада), а також визнання влади імператорів Візантії на сході та заході. Найдавніше зображення двоголового орла у Неманичів, що збереглося, зустрічається на зробленому ктитором портреті Мирослава Завідовича в церкві Святих Петра і Павла в Бієло-Полє, віднесеному до 1190 року. У нього була одна шия з двома головами і ошийником, розправлені крила, оперезаний хвіст у формі флер-де-лі, лапи з трьома пальцями на кожній; голови за розміром більші за крила; сам орел знаходився всередині круга.
З XII до XV століття цей орел Неманичів, заснований на орлі Священної Римської імперії, змінював свій вигляд і згодом став відрізнятися: дві шиї, ошийників не було, хвіст у формі листка з дерева, голови за розміром менші за крила, на лапах по 4 пальці, крила складені. Орел Неманичів зображався на елементах орнаменту в монастирі Жича (1207—1220), в Церкві Богородиці Левішка (1307—1310), на одязі Йована Олівера (1349), на вишивці із монастиря Велуче (XIV століття), на зображеннях монастиря Ресава (1402—1427), на мисках Івана I Чорного і на багатьох монастирях та церквах .
На початку XIV століття двоголовий орел з'являється на печатках, середньовічних фресках в орнаменті одягу сербських правителів. Сербська православна церква прийняла це зображення після його появи на вході в монастир Жича, де коронувалися сербські монархи (з 1219—1953 монастир був резиденцією архієпископа).
На золотій обручці цариці Теодори Смілець, яка збереглася (1321—1322) був вигравіруваний двоголовий орел.
Під час правління Стефана Душана (1331—1355) двоголовий орел був зображений на державній печатці . В 1339 році вперще був згаданий прапор сербсько-грецького царства, коли Анджеліно Далорто зобразив жовтий прапор з червоним двоголовим орлом, як прапор сербської держави.
Двоголовий орел використовувався іншими сербськими династіями (Мрнявчевичі і Лазаревичі). Лазар Хребелянович (1371—1389), який займався відновленням монастиря Хіландар на горі Афон, велів зобразити на північній стіні монастиря двоголового орла. Мюнхенський сербський псалтир (1371—1389) включає численні зображення сербського орла.
Двоголовий орел також почав зображатися на гербі Стефана Лазаревича після прийняття ним титулу деспота в серпні 1402 року, який був наданий імператором Іоанном VII Палеологом у Константинополі.

### Новий час
Ілірійські гербовники містять згадки про двоголового орла, зображеного на гербах на початку нового часу. Білий двоголовий орел в червоному полі був гербом Неманичів і Стефана Лазаревича, також орел Неманичів був гербом Лазаря Хребеляновича і династії Лазаревичів. Наполовину білий і наполовину червоний орел зображався на гербі Мрнявчевичів.

### Новітня історія

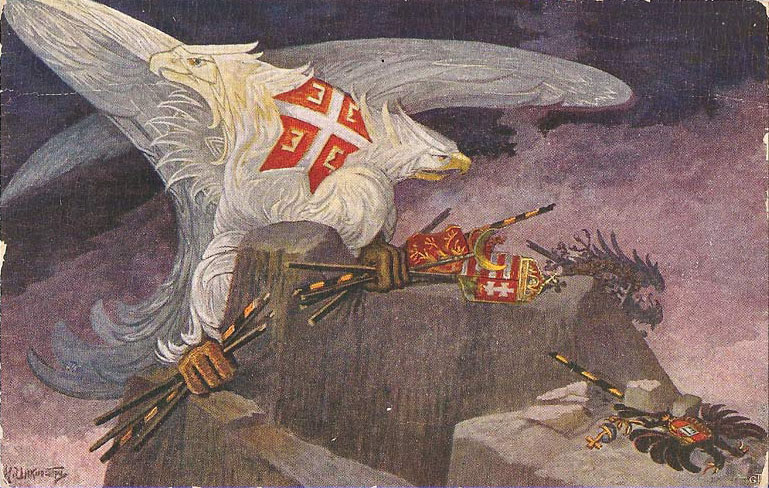
Листівка Королівства сербів, хорватів і слов'ян 1922 року: сербський двоголовий орел руйнує прапори Болгарії, Австрії, Угорщини та Туреччини — країн Троїстого союзу, проти яких Сербія воювала в Першій світовій війні

Сербський двоголовий орел був заборонений турецькою владою як символ непокори і непідпорядкування сербів Туреччині. Сербський хрест з чотирма кресалами став іншим символом сербського опору, а з 1804 року білий двоголовий орел знову став сербським символом нарівні з сербським хрестом: на основі орла Неманичів, зображеного Христофором Жефаровичем в Стематографії, був створений сербський революційний прапор.
Традицію Неманичів воскресила Сербська революція, і після визнання незалежності Сербії двоголовий орел почав зображатися на гербі Сербії, а сербський хрест з'явився на щиті, який зображався з 1882 року на грудях сербського орла, коли виникло Королівство Сербія.
Орел на гербі відрізнявся від Неманичів: його крила були складені як у німецького. Причиною цього є навмисна помилка німця фон Штреля, який обманув Стояна Новаковича і змалював німецького орла. Орел використовувався династіями Обреновичів і Карагеоргієвичів які правили в Сербії та Югославії. В 1883 році був заснований орден Білого орла, яким нагороджувалися сербські і югославські громадяни за заслуги перед країною і короною до 1945 року.

## Галерея

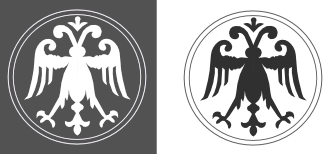
Герб Мирослава Завідовича (1198)
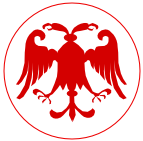
Орел Стефана II Неманича в Милешеві (1230-е)
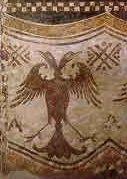
Церква Богородиця Левішка, фреска (1306–1307)
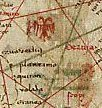
Карта Анджеліно Далорто із сербським прапором (1339)
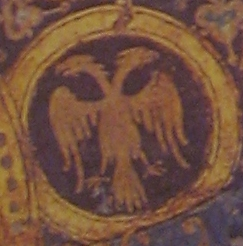
Монастир Манасія, фреска на зображенні Стефана Лазаревича (1406–1418)
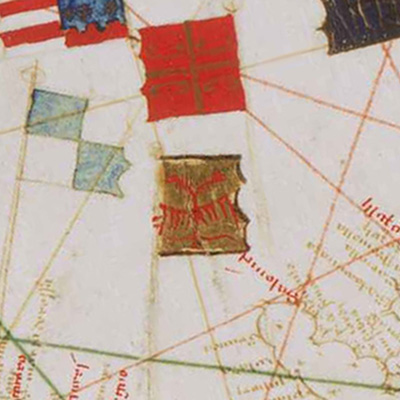
Прапор і герб Сербії за Габриелєм де Валльсека (1439)
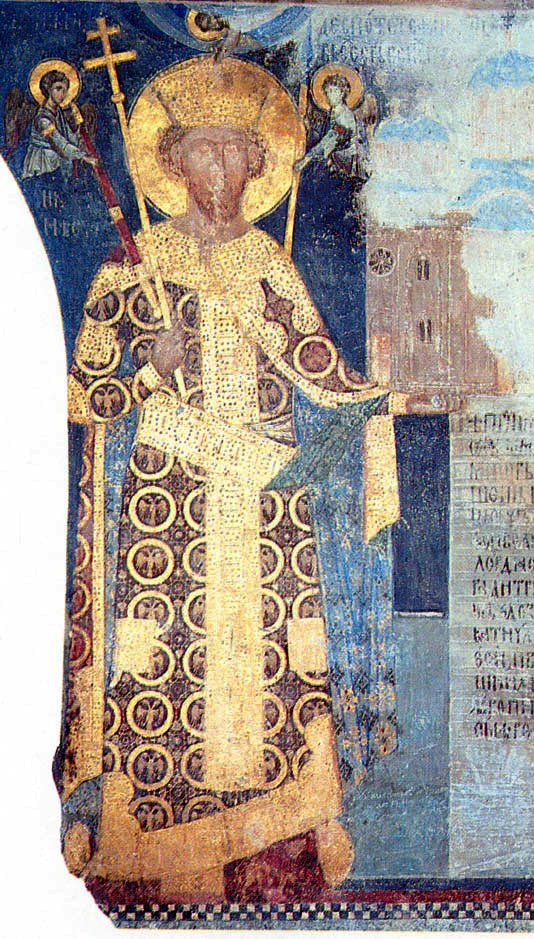
Фреска Стефана Лазаревича в монастирі Манасія (1406–1418)
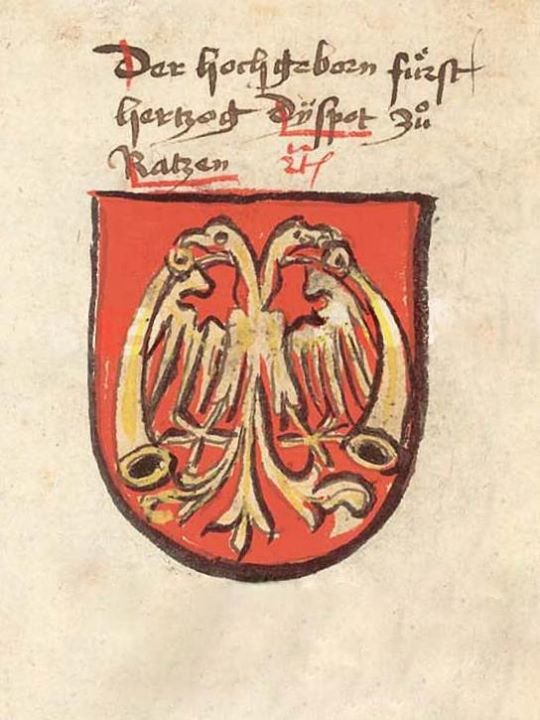
Печатка деспота Стефана Лазаревича, хроніка про Констанцький собор (Пруське видавництво, середина XV століття)
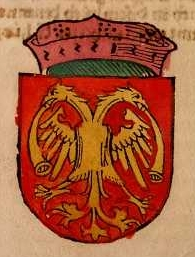
Печатка деспота Стефана Лазаревича, хроніка про Констанцьком собор (пізніше видавництво, 1483)
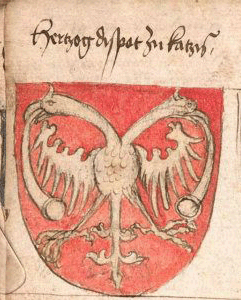
Печатка деспота Стефана Лазаревича, Гербовник Вернігероде (між 1486 и 1492)
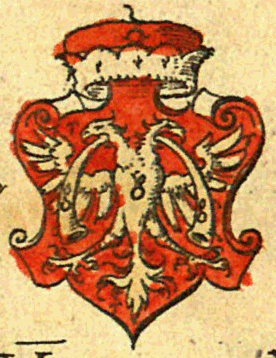
Герб Сербської деспотії за Віргіля Золіса (1555)
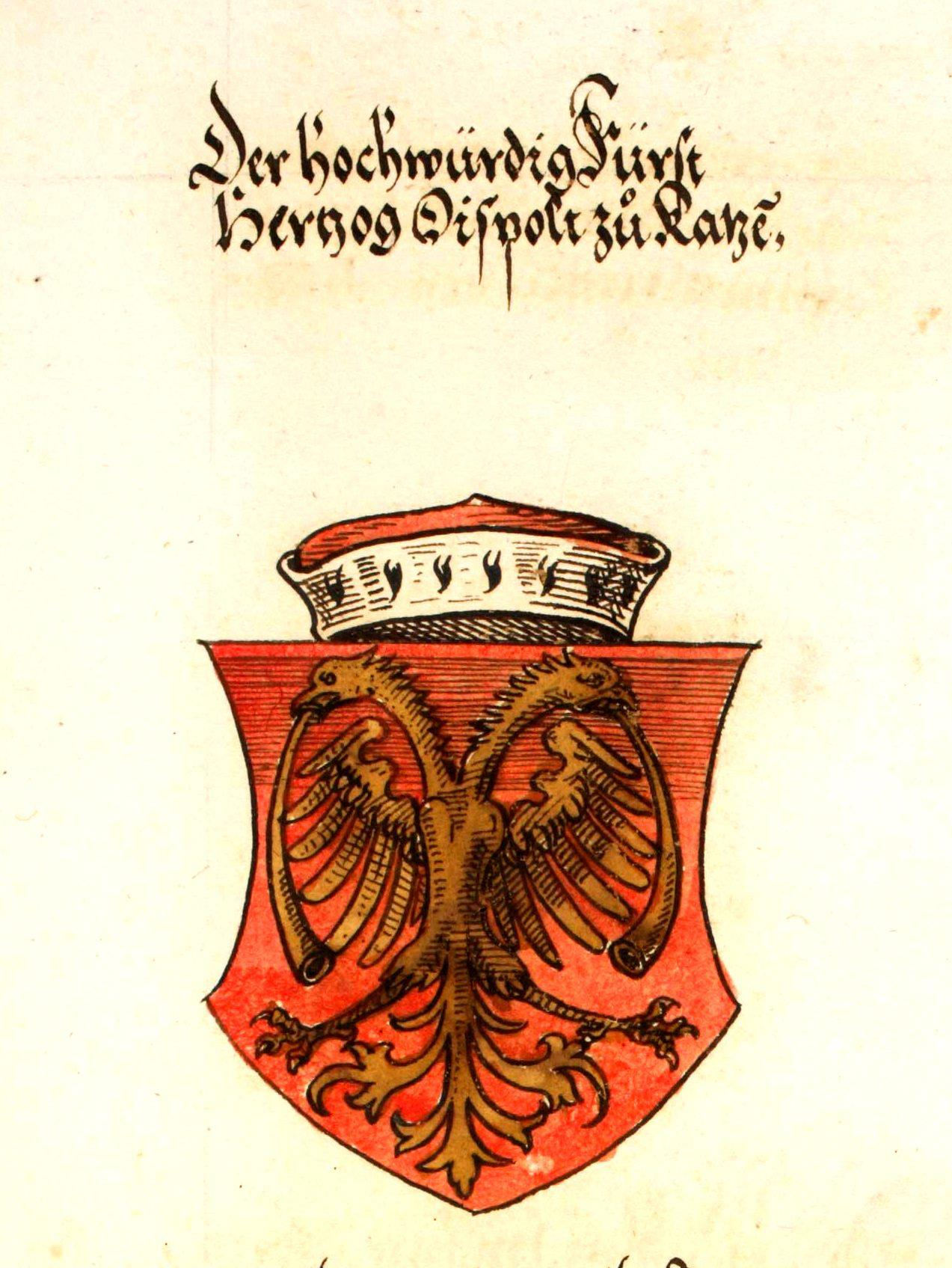
Герб Сербської деспотії за Христофа Зільберисена (1576)
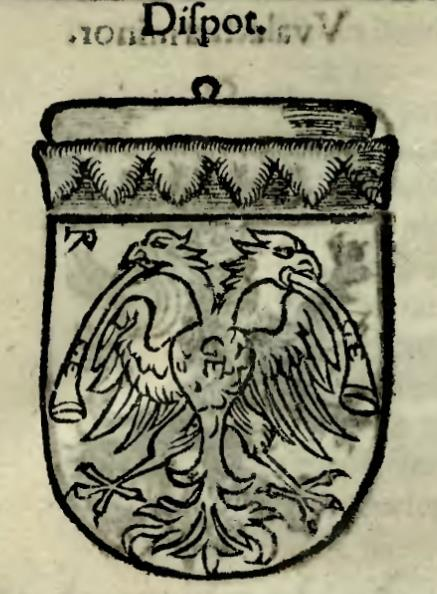
Герб Сербської деспотії за Мартина Шротта (бл. 1580)
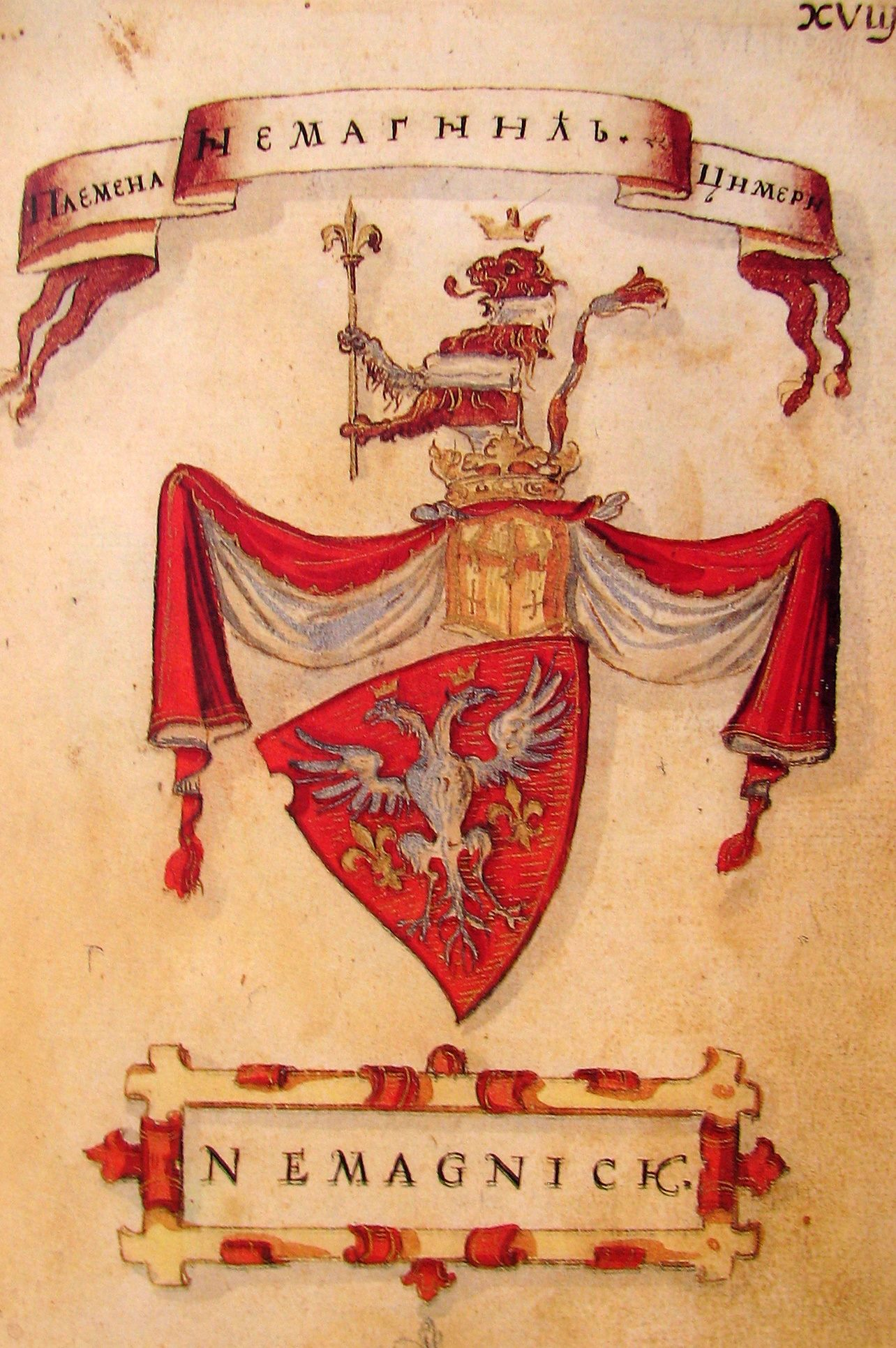
Герб Неманичів в гербовнику Корєнича-Неорича (1595)
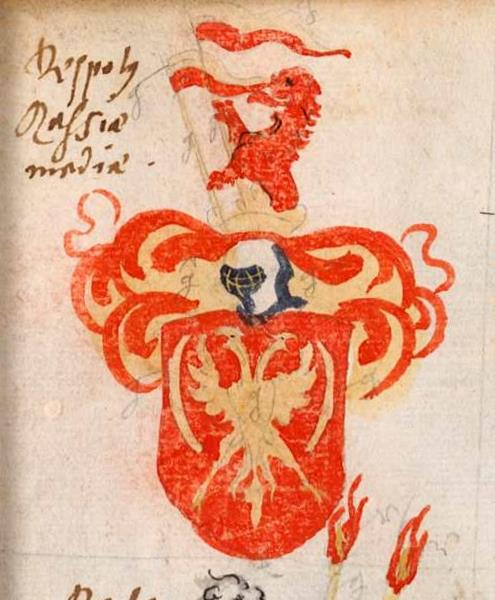
Герб Сербської деспотії в німецькому гербовнику, (бл. 1600)
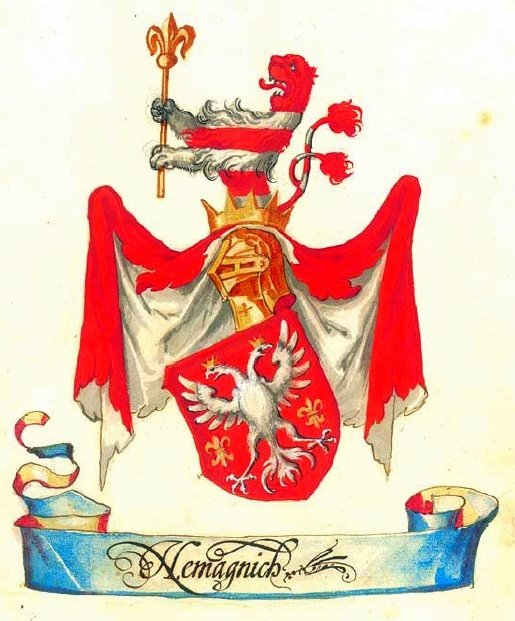
Герб Неманичів в другому Белградському гербовнику[en] (поч. XVII століття)
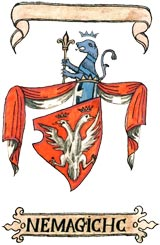
Герб Неманичів в Фойницькому гербовнику (початок XVII століття)
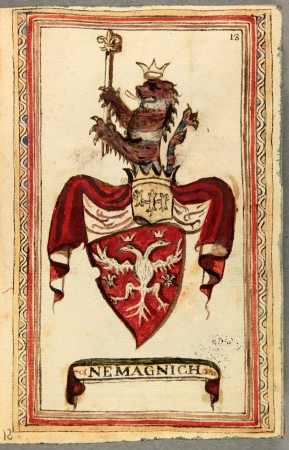
Герб Неманичів за Станіслава Рубцича (бл. 1700)
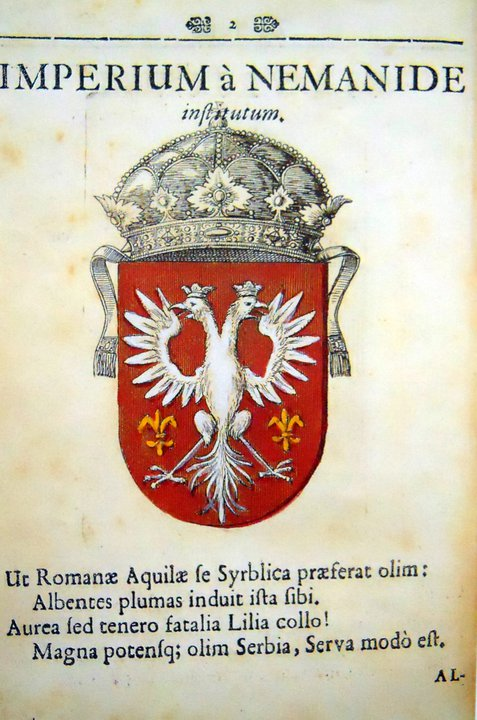
Герб Неманичів за Павао Ріттера Вітезовича (до 1701)
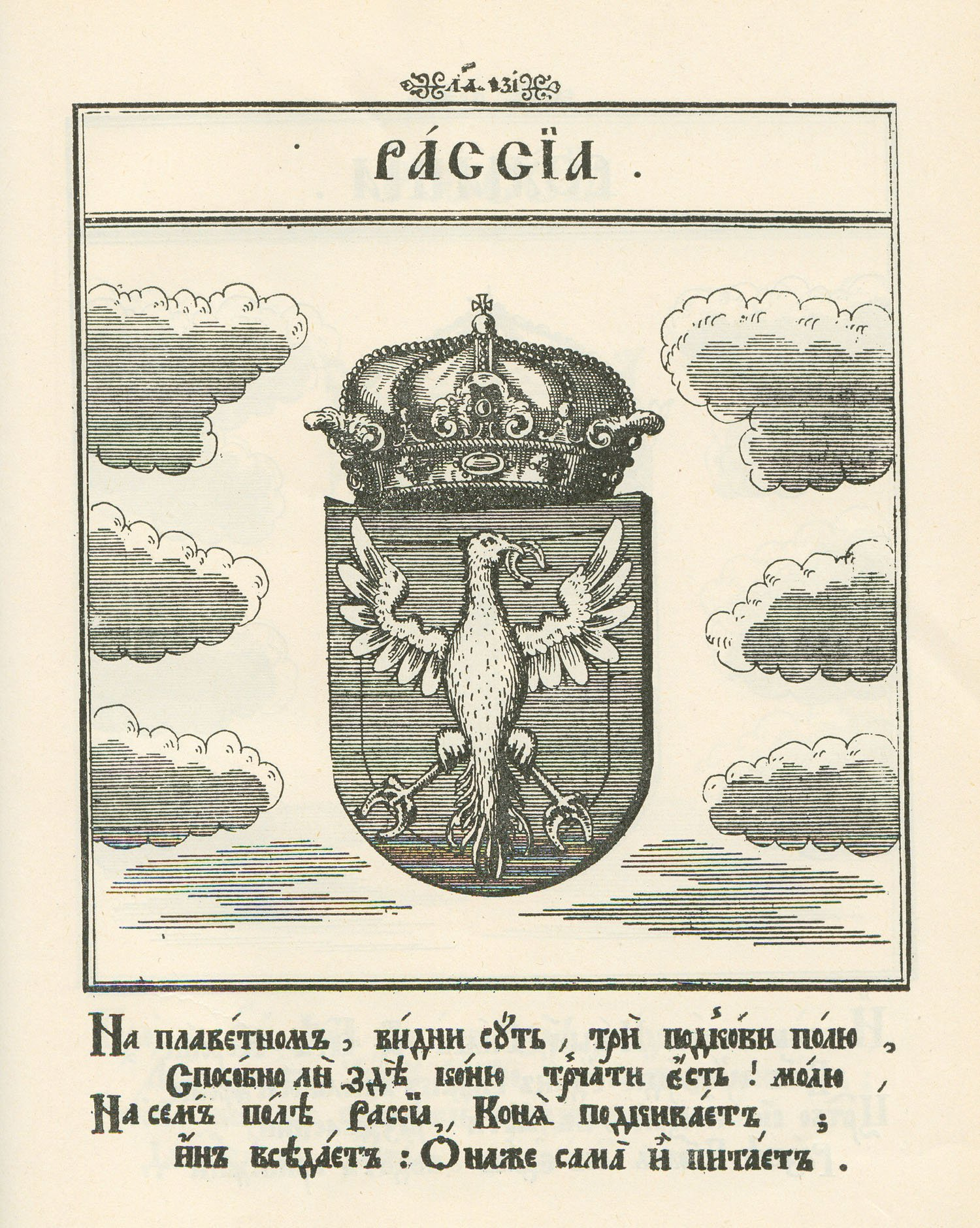
Герб Рашки в Стематографії (1741)
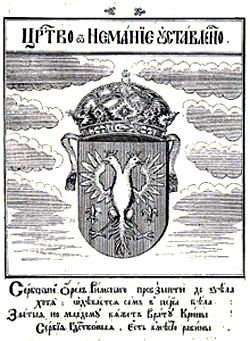
Герб Неманичів в Стематографії (1741)
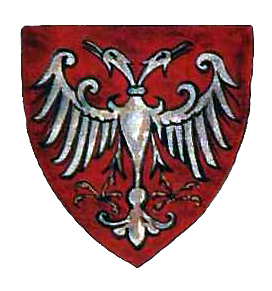
Реконструкція герба Неманичів (1987)
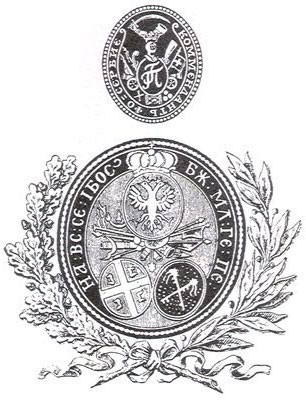
Печатка 1804 року
Герб КарагеоргієвичівГерб Карагеоргієвичів
Герб Королівства Сербія (1882–1918)
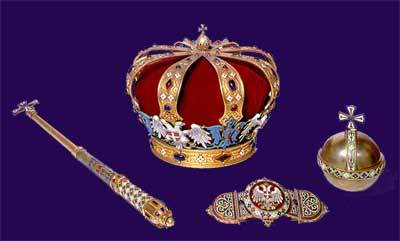
Регалії короля Петра I (1904)
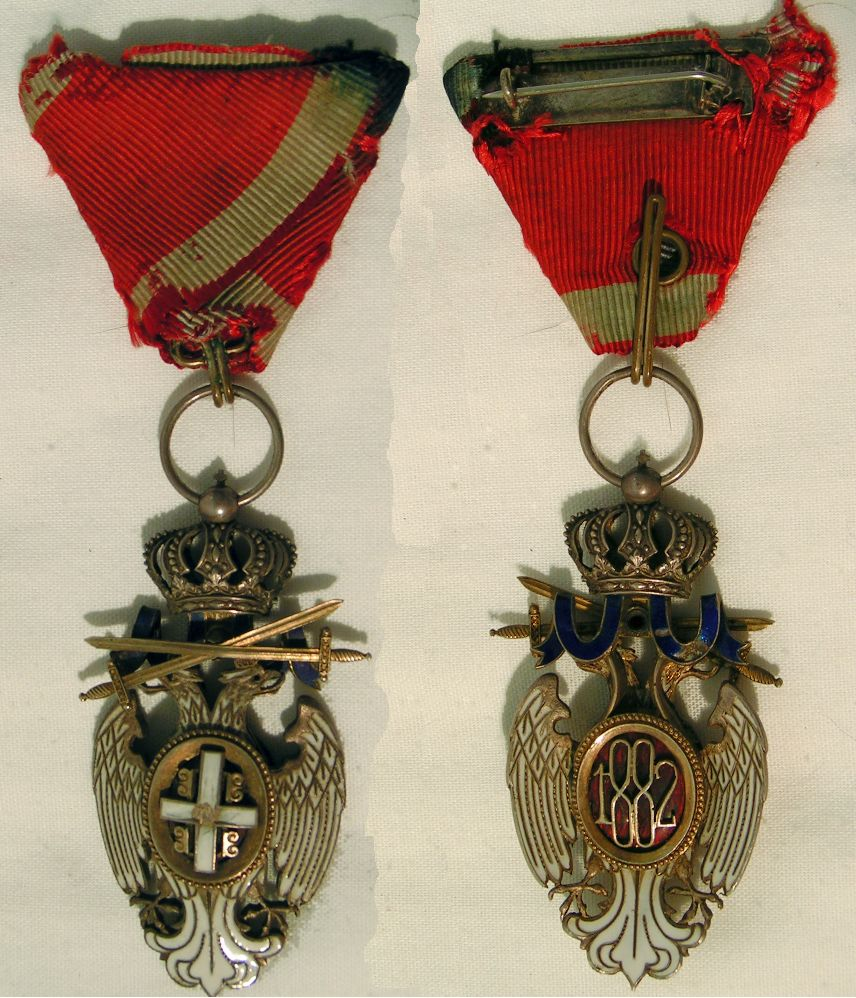
Орден Білого орла (1915–1918)
Герб Королівства Югославії (1918–1941)
Герб Недичівської Сербії (1941—1944)
Герб Республіки Сербської (1992–2006)
Герб Союзної Республіки Югославії і союзу Сербії та Чорногорії (2003–2006)
Великий герб Сербії

## Сучасні герби

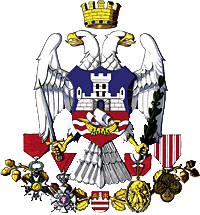
Герб Белграда
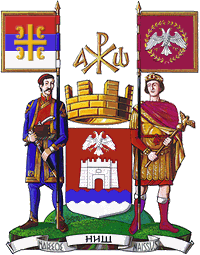
Герб Ниша
Ранній герб Ниша
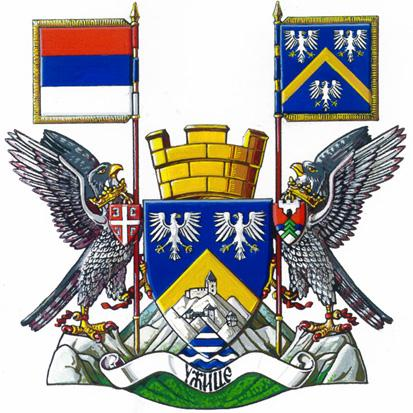
Герб Ужице
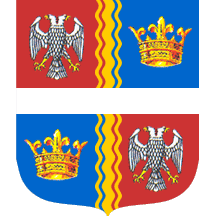
Герб Приєполя
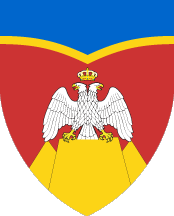
Герб Мионіци
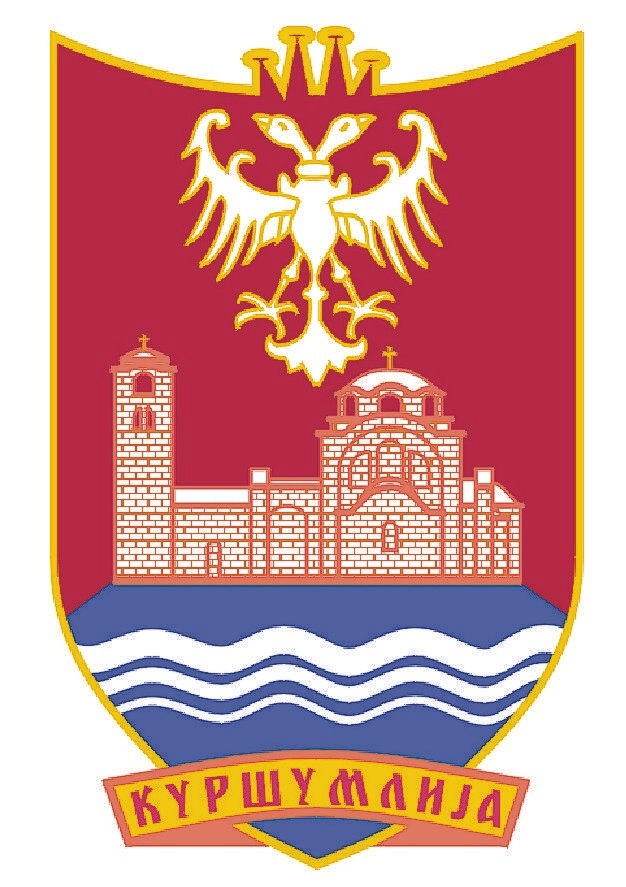
Герб Куршумлії
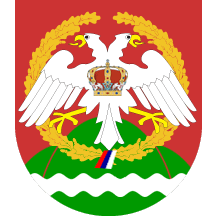
Герб Савски-Венаца
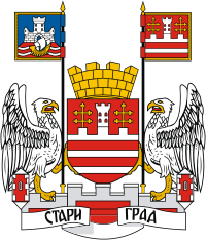
Герб Стари-Града
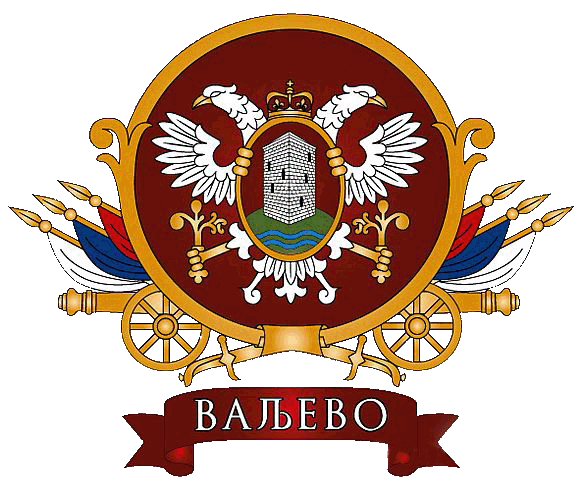
Герб Валево
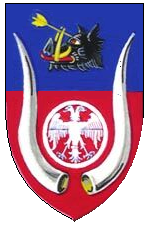
Герб Великі-Плани
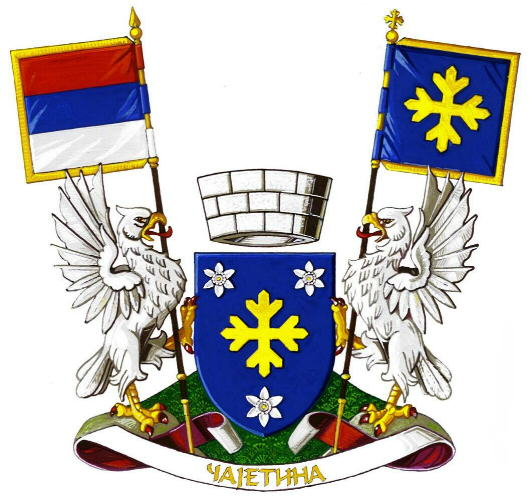
Герб Чаєтини
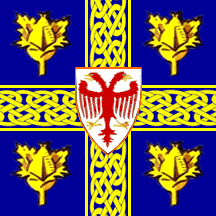
Прапор Лесковаца
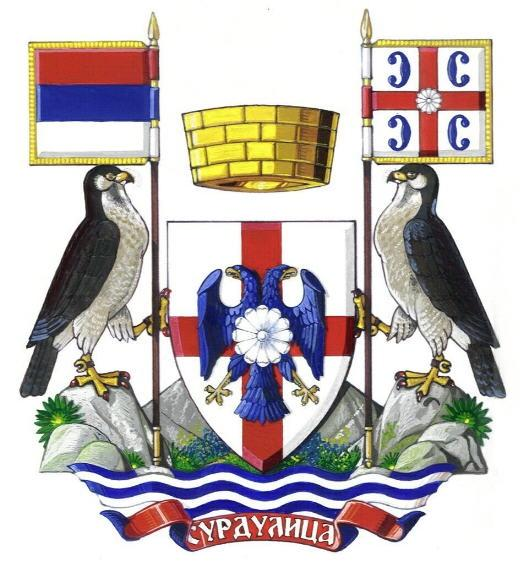
Герб Сурдулиці
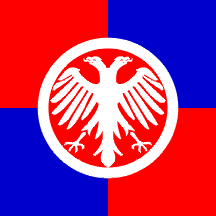
Прапор Деспотоваца